# Vouilly
Vouilly è un ex comune francese di 168 abitanti situato nel dipartimento del Calvados nella regione della Normandia. Il 1º gennaio 2017 è stato incorporato con i comuni di Castilly, Oubeaux e Neuilly-la-Forêt nel comune di Isigny-sur-Mer.

## Società

### Evoluzione demografica
Abitanti censiti